# Free GG
Free GG is een lied van de Nederlandse rapper Ronnie Flex in samenwerking met de Nederlandse rapper Djahboy. Het werd in 2021 als single uitgebracht.

## Achtergrond
Free GG is geschreven door Ronell Plasschaert en Jaromir Alphenaar en geproduceerd door Tony Beatz. Het is een nummer dat past in de genres nederhop en trap. Het nummer samplet het lied So Sick van Ne-Yo uit 2006. Op Free GG is het de tweede keer dat Ronnie Flex en Djahboy met elkaar een hit hebben. Eerder scoorden ze met Atletiek.

## Hitnoteringen
De artiesten hadden bescheiden succes met het lied in Nederland. Het stond op de 96e plaats van de Single Top 100 in de enige week dat het in deze hitlijst te vinden was. De Top 40 en haar Tipparade werden niet bereikt.